# На Росії
На Росії — поширений мем, який сформувався внаслідок послідовної політики значної частини російських медіа на невизнання України як самостійної держави та уникнення правописного «в Україні» з заміною його «на Україні» в сенсі «на території». Практика такого уникнення завершилася визнанням у російській Вікіпедії відповідної норми і блокуванням навіть спроб написання «в Україні», як це пишуть у стосунку до інших держав («в Польщі», «в Білорусі», «в Румунії» тощо).
Відповідно, в українському медійному просторі як «доказ від зворотнього» та задля дидактичних практик почали активно використовувати комбінацію «на Росії».

## З історії мему
Однією з перших акцентованих акцій на вживання мему «на Росії» стала ініціатива радіостанції «Європа Плюс» від 7 березня 2014 року та його ведучої Юлії Бурковської:
«З метою привернути увагу наших братів-росіян до правил граматики, з 7 березня в ефірі інформаційних та розважальних програм ми вживаємо словосполучення „на Росії“ замість „в Росії“. Оскільки багато наші російські колеги не бачать принципової різниці у використанні прийменника „в“ зі словом „Україна“, і запевняють, що „на Україні“ — це граматично правильне словосполучення щодо окресленої території, ми вирішили використовувати словосполучення „на Росії“ щодо окресленої території Російської Федерації».

## Дослідження
Тема не раз ставала об'єктом наукових досліджень, як мовознавців, так і соціальних психологів. Серед інших можна відзначити такі публікації (у фахових виданнях) як «Субституція назви „Росія“ у системі номінативних засобів ФБ-коментарів» Т. М. Андрєєвої (Київський національний університет імені Тараса Шевченка), «Іще раз про правильність уживання словоформ „в Україні“, „на Україні“» І. В. Магрицької та Р. А. Хоми (Східноукраїнський національний університет імені Володимира Даля та Івано-Франківський національний технічний університет нафти і газу) (бібліографію вміщено внизу у розділі джерела).